# Politotdel
Politotdel (russisch Политотдел) ist ein Dorf (chutor) in Südrussland. Es gehört zur Republik Adygeja und hat 236 Einwohner (Stand 2019). Im Ort gibt es 4 Straßen. Politotdel liegt 14 km nordwestlich von Koshekhabl (dem Verwaltungszentrum des Bezirks) auf der Straße. Dmitrijewski ist der nächstgelegene ländliche Ort.